# Remplacement

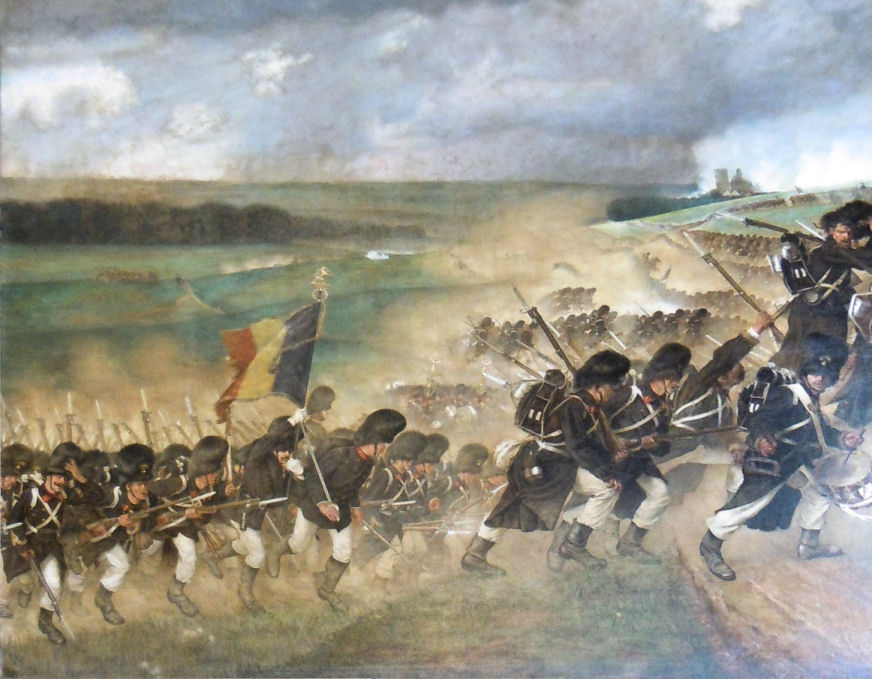
La majorité des soldats non professionnels de l'armée belge du XIXe siècle ont été sélectionnés dans le cadre du système de « remplacement ».

Le Remplacement militaire est le nom d'une politique de conscription militaire en France  et en Belgique au XIXe siècle. Dans ce système, lors d'un tirage au sort organisé publiquement par les autorités, sont tirés les noms de ceux qui devront faire le service militaire. Mais parmi les citoyens issus de familles aisées ou notables, certains choisis par le tirage au sort préféraient gérer leurs affaires et payer quelqu'un d'autre pour servir à leur place.
En France, le remplacement a été aboli par la loi Berteaux du 21 mars 1905 instaurant le « service militaire universel ».
En Belgique, ce système a été aboli en 1913 et remplacé par le « service militaire personnel », une forme de conscription universelle.

## Histoire

### En France

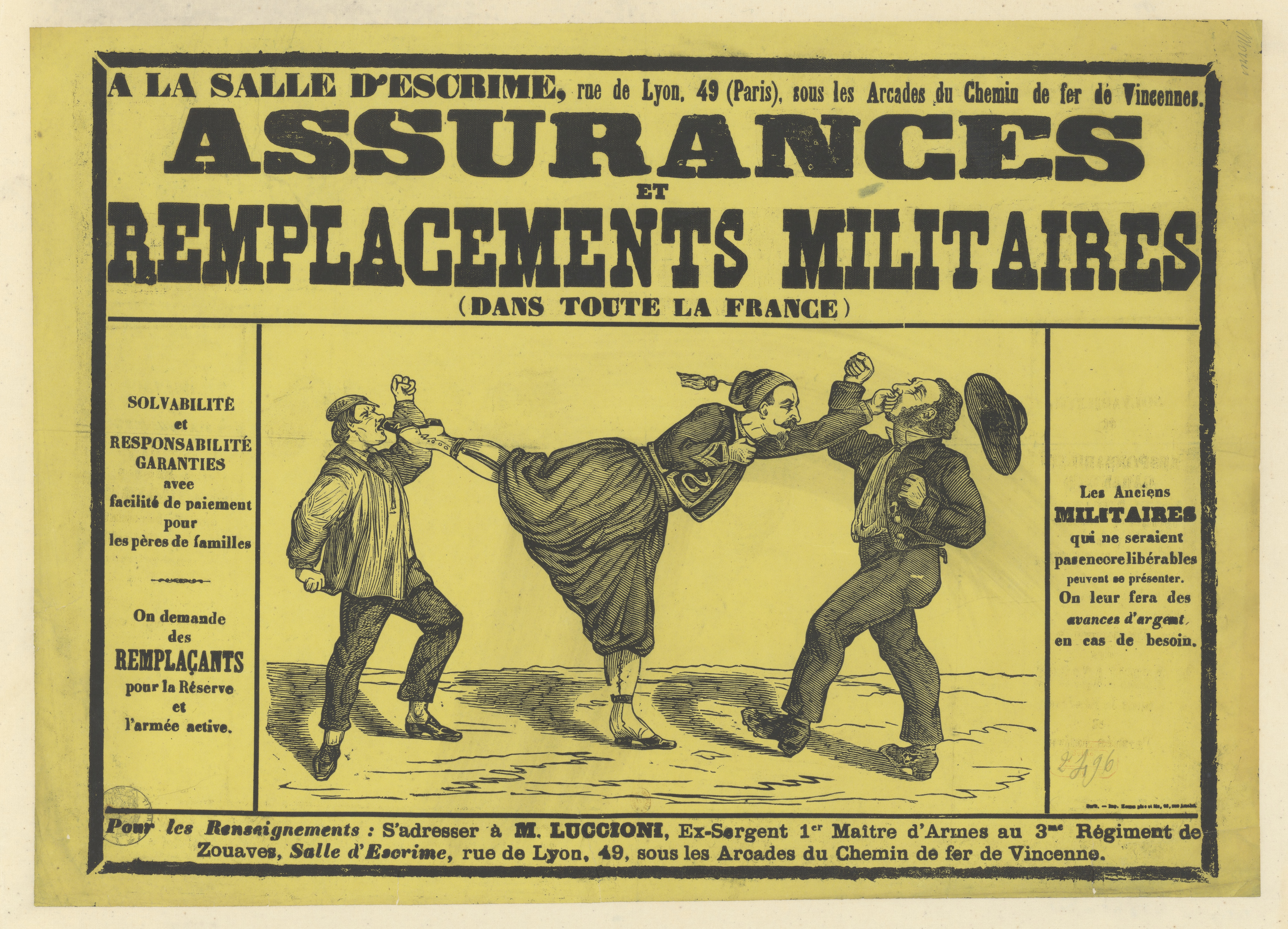
Annonce pour des remplacements militaires (dans toute la France). On demande des remplaçants pour les pères de familles.

Le tirage au sort pour désigner les recrues de l'armée, avec son corollaire le remplacement, est communément pratiqué depuis la loi sur la conscription, du 19 fructidor an VI (1797-98) et conservé jusqu'en 1889. Le renforcement de l'idéologie démocratique avec la Révolution de 1848, les besoins militaires du Second Empire, amènent une remise en question du remplacement comme institution de la société bourgeoise . A l'initiative de Deville, l'interdiction du remplacement militaire est incluse dans la Constitution du 4 novembre 1848. Il perdure cependant jusqu'à son abolition définitive par la loi Berteaux du 21 mars 1905.

### En Belgique
L'armée belge s'appuie sur l'enrôlement volontaire, mais aussi, à partir de 1902, sur le tirage au sort, afin de maintenir ses effectifs constants.
Lors d'un tirage au sort organisé publiquement par les autorités, sont tirés les noms de ceux qui devront faire le service militaire.
La contrainte est lourde : Les « mauvais numéros » (les « tombés »), doivent servir l'armée quatre années dans l'artillerie ou la cavalerie, vingt-deux mois dans l'infanterie. Mais certains d'entre eux choisis par le tirage au sort préfèrent gérer leurs affaires et payer un remplaçant pour servir à leur place.
Dans le Hainaut, certains s’offrent comme remplaçants, surtout les mineurs qui trouvent que la vie de soldat est moins dure que le travail dans les mines de charbon, étant à l’armée logés, nourris, habillés, instruits et rétribués par une solde. Des « marchands d’hommes » ou des agences se chargent de trouver des remplaçants. Ce sont souvent des hommes ayant terminé leur propre service et ayant à l'armée une « carotte » (une sinécure, comme ordonnance, cuisinier, clairon, commis de bureau, etc.), qui font ainsi plusieurs termes. Cela coûte environ 1 600 francs, grosse somme à cette époque ; seuls les « fils à papa » peuvent payer un remplaçant.
Les libéraux et les catholiques prônent le remplacement comme moyen de privilégier les classes aristocratiques et bourgeoises et sont unis pour le défendre contre les réformateurs.
La réponse belge à la guerre franco-prussienne de 1870-1871 a mis en évidence les insuffisances de l'armée du pays pour défendre ses frontières. Le système du remplacement apparaît comme un anachronisme, constituant un privilège injuste pour les riches et diminuant la qualité des recrues de l'armée. Le roi Léopold II est particulièrement désireux de faire abolir ce système et utilise son influence politique pour tenter de persuader les parlementaires de soutenir la réforme.
Le major-général Guillaume, ministre de la Guerre et ancien aide de camp du roi, pousse le gouvernement à adopter la politique de service militaire personnel, mais il échoue à les convaincre et il démissionne du cabinet le 10 décembre 1872.
Les deux principales factions politiques, les libéraux et les catholiques, sont unies pour maintenir le remplacement. Seul le Parti ouvrier belge est en faveur du service militaire pour tous. La réforme est retardée.
En 1909, le système est finalement aboli, pour être remplacé par un système où un fils par famille est appelé à la conscription dans l'armée.
Le 14 décembre 1909, quelques jours avant sa mort, Léopold II approuve le service militaire d' « un fils par famille », ce qui a notamment permis de compter 255 000 hommes sous les drapeaux au seuil de la Première Guerre mondiale, pour un service de 15 mois dans l'infanterie, 24 mois dans la cavalerie et l'artillerie à cheval.
En 1913, le roi Albert Ier réussit finalement à faire voter au Parlement une loi instituant la conscription obligatoire pour tous les hommes adultes de plus de 20 ans.

## Culture
- Le Conscrit (en néerlandais : De loteling) est un film dramatique belge réalisé en 1974 par Roland Verhavert d'après le roman homonyme d'Hendrik Conscience publié en 1850, la vie d'un jeune paysan échappant au service militaire lors du tirage au sort et payé pour faire un remplacement.